# Saint-Vallier (Drôme)
« Saint-Vallier-sur-Rhône » redirige ici. Pour les autres significations, voir Saint-Vallier.

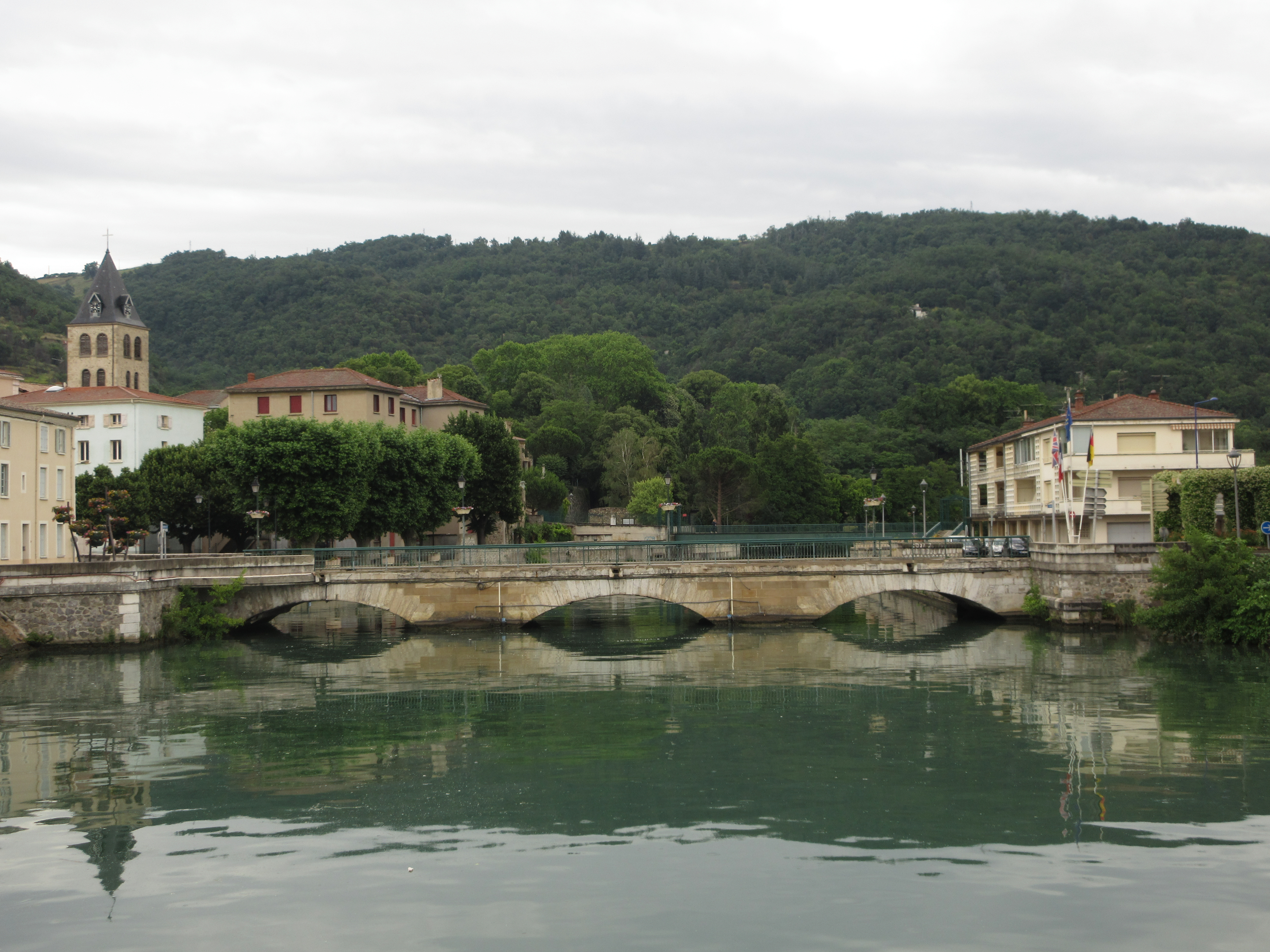
Saint-Vallier.

Saint-Vallier est une commune française située au bord du Rhône, dans le nord du département de la Drôme en région Auvergne-Rhône-Alpes.

## Géographie

### Localisation
La commune de Saint-Vallier est en bordure du Rhône, à la confluence de ce dernier et de la Galaure, à environ 30 km au nord de Valence et environ 70 km au sud de Lyon.

### Relief et géologie
Saint-Vallier est situé dans une vallée entourée de collines autrefois présentes sous le niveau de la mer.
Sites particuliers :
- Loess Durci de Saint-Vallier Fouilles[2].

#### Géologie
Le sol de Saint-Vallier est principalement composé de gravier et de sédiments, tandis que les collines alentour ont des roches métamorphiques.

### Hydrographie

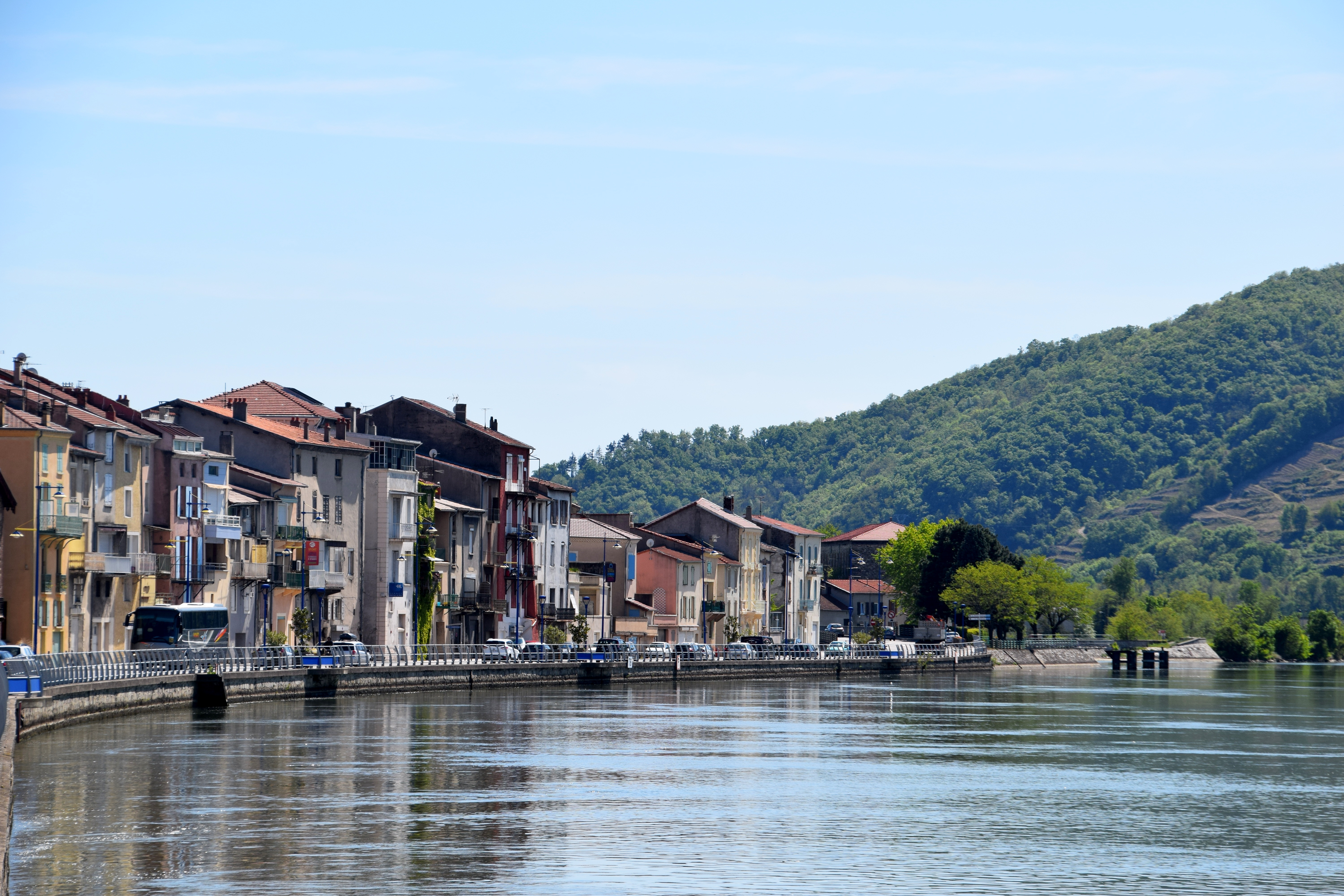
Le Rhône à Saint-Vallier.

La commune est arrosée par les cours d'eau suivants :
- la Galaure ;
- le Rhône ;
- Ravin des Rioux.

### Climat
Pour des articles plus généraux, voir Climat d'Auvergne-Rhône-Alpes et Climat de la Drôme.
En 2010, le climat de la commune est de type climat du Bassin du Sud-Ouest, selon une étude du Centre national de la recherche scientifique s'appuyant sur une série de données couvrant la période 1971-2000. En 2020, Météo-France publie une typologie des climats de la France métropolitaine dans laquelle la commune est dans une zone de transition entre le climat de montagne et le climat méditerranéen et est dans la région climatique  Moyenne vallée du Rhône, caractérisée par un bon ensoleillement en été (fraction d’insolation > 60 %), une forte amplitude thermique annuelle (4 à 20 °C), un air sec en toutes saisons, orageux en été, des vents forts (mistral), une pluviométrie élevée en automne (250 à 300 mm).
Pour la période 1971-2000, la température annuelle moyenne est de 12,7 °C, avec une amplitude thermique annuelle de 17,9 °C. Le cumul annuel moyen de précipitations est de 844 mm, avec 7,5 jours de précipitations en janvier et 5,5 jours en juillet. Pour la période 1991-2020, la température moyenne annuelle observée sur la station météorologique de Météo-France la plus proche, « Saint-Barthélemy-V_sapc », sur la commune de Saint-Barthélemy-de-Vals à 5 km à vol d'oiseau, est de 12,7 °C et le cumul annuel moyen de précipitations est de 860,4 mm,. Pour l'avenir, les paramètres climatiques de la commune estimés pour 2050 selon différents scénarios d'émission de gaz à effet de serre sont consultables sur un site dédié publié par Météo-France en novembre 2022.

### Voies de communication et transports

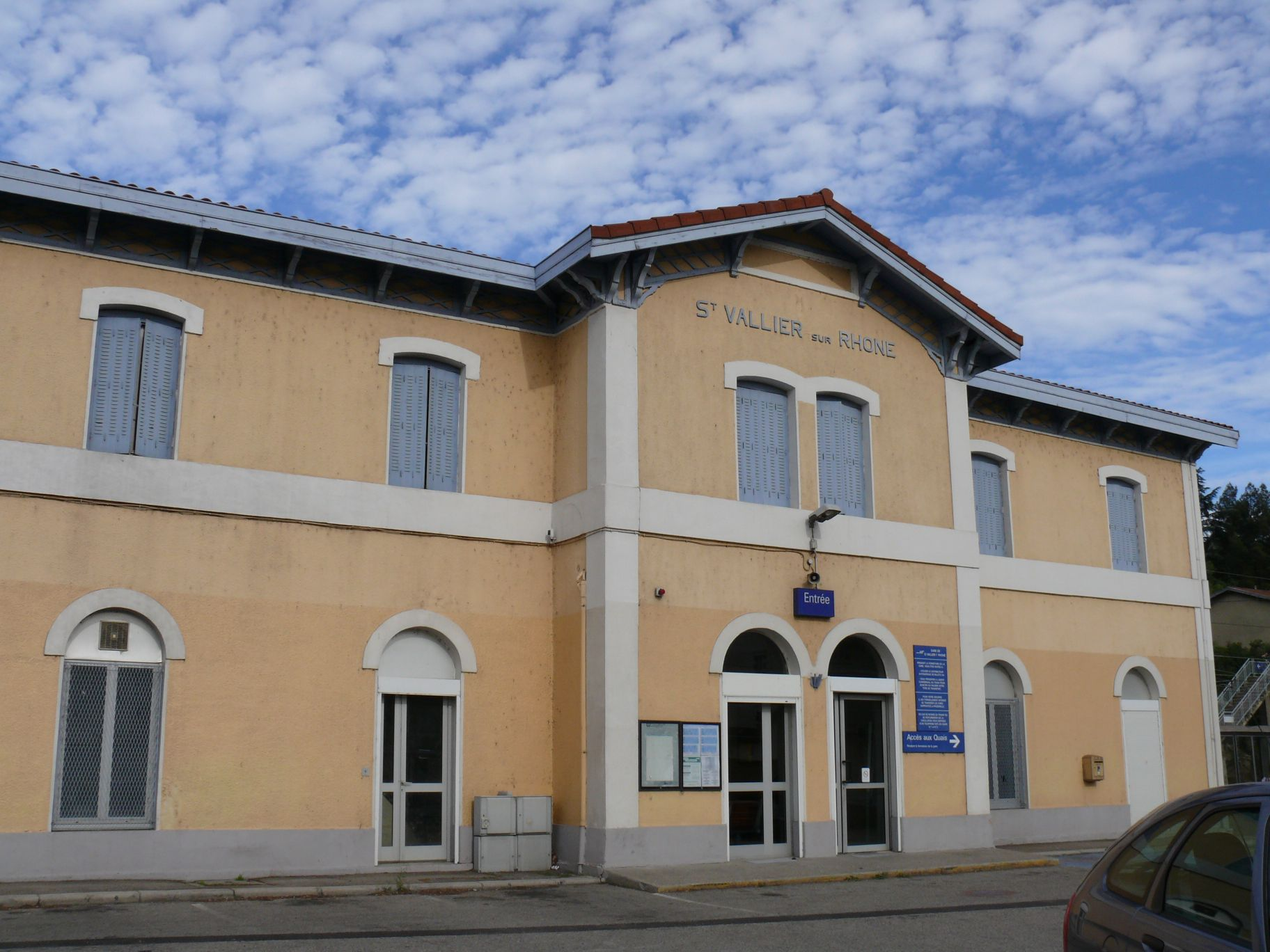
Gare de Saint-Vallier-sur-Rhône.

La commune est traversée par la route nationale 7.
La ville possède une gare sur la ligne de Paris-Lyon à Marseille-Saint-Charles. Elle est desservie par des TER Rhône-Alpes reliant Lyon à Valence, et de manière moins régulière Marseille et Mâcon.
Saint-Vallier possède également plusieurs haltes fluviales le long du Rhône.
Un aérodrome est à 10 km de la ville.
La ViaRhôna passe par le nord de la commune sur 1km avant de traverser le Rhône pour rejoindre la commune de Sarras (Ardèche) .

## Urbanisme

### Typologie
Au 1er janvier 2024, Saint-Vallier est catégorisée petite ville, selon la nouvelle grille communale de densité à 7 niveaux définie par l'Insee en 2022.
Elle appartient à l'unité urbaine de Saint-Vallier, une agglomération inter-départementale dont elle est ville-centre,. Par ailleurs la commune fait partie de l'aire d'attraction de Saint-Vallier, dont elle est la commune-centre,. Cette aire, qui regroupe 9 communes, est catégorisée dans les aires de moins de 50 000 habitants,.

### Occupation des sols
L'occupation des sols de la commune, telle qu'elle ressort de la base de données européenne d’occupation biophysique des sols Corine Land Cover (CLC), est marquée par l'importance des territoires artificialisés (37,8 % en 2018), en augmentation par rapport à 1990 (26,7 %). La répartition détaillée en 2018 est la suivante : forêts (26,4 %), zones industrielles ou commerciales et réseaux de communication (23,5 %), zones agricoles hétérogènes (21,6 %), zones urbanisées (14,2 %), eaux continentales (13,3 %), terres arables (1 %). L'évolution de l’occupation des sols de la commune et de ses infrastructures peut être observée sur les différentes représentations cartographiques du territoire : la carte de Cassini (XVIIIe siècle), la carte d'état-major (1820-1866) et les cartes ou photos aériennes de l'IGN pour la période actuelle (1950 à aujourd'hui).

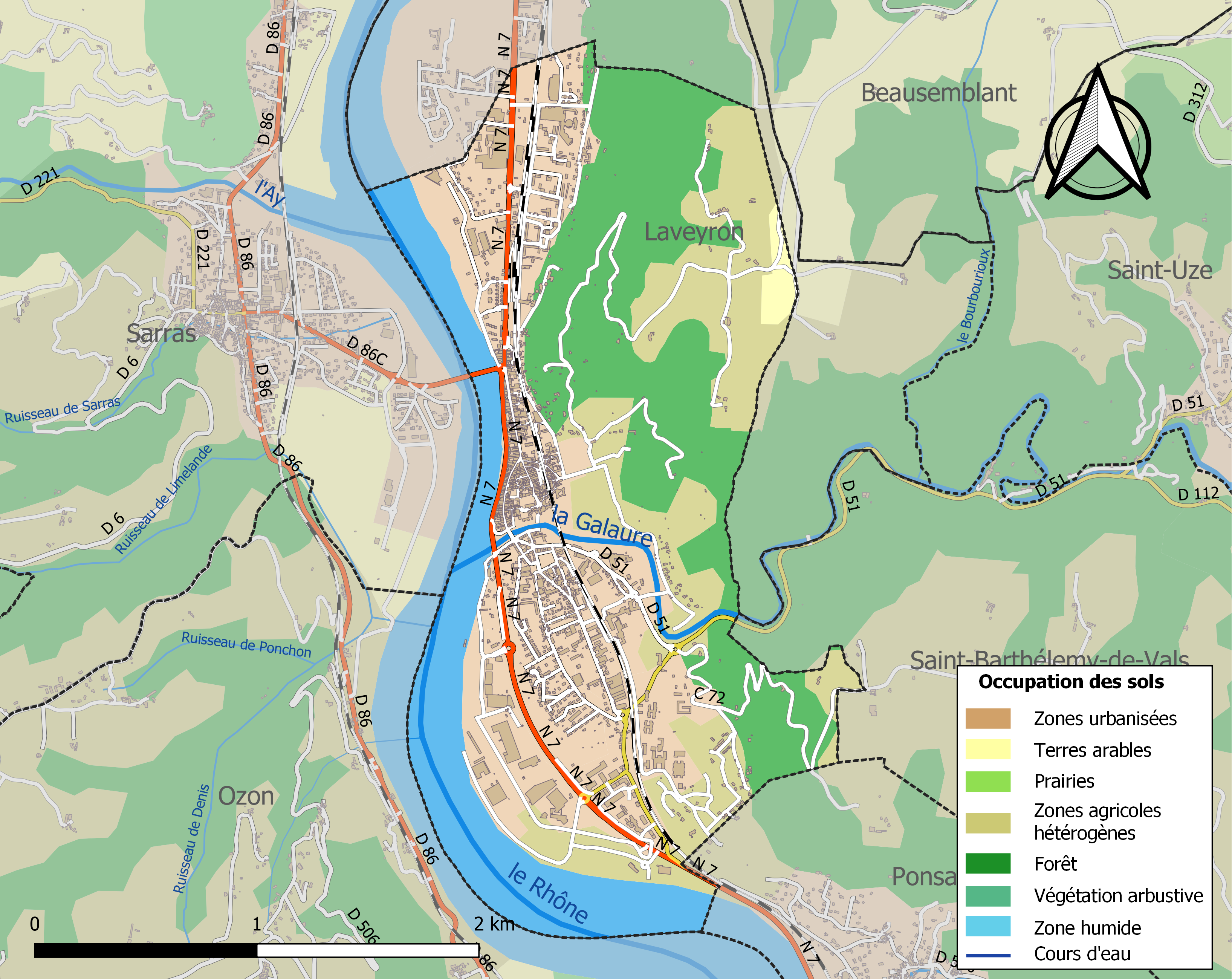
Carte des infrastructures et de l'occupation des sols de la commune en 2018 (CLC).

### Morphologie urbaine
Le tissu urbain, entre Rhône et collines, est dense et la ville s'est développée de manière linéaire, le long du fleuve. La longueur de voirie est de 26 289 m.

#### Quartiers, hameaux et lieux-dits
Site Géoportail (carte IGN) :
- Champis
- Combe Blanche
- Creux de Sedan
- Font Pierre
- Jacquet
- la Brassière
- la Côte
- la Croze
- la Garenne
- la Maladière
- le Bachat
- les Îles
- les Rioux
- Montrebut
- Ollanet
- Palayer
- Pont Caton
- Reynaud
- Sétier

## Toponymie

### Attestations
Sous l'Antiquité, la localité est nommée Ursuli en référence à des ours aperçus sur une colline environnante. Au Moyen Âge, elle devient Orsolles[réf. nécessaire].
Dictionnaire topographique du département de la Drôme :
- 891 : vicus Sancti Valerii (Gall. christ., XVI, 11).
- 891 : mention de l'église Saint-Étienne : ecclesia Sancti Stephani martyris nec non Sancti Valerii (Gall. christ., XVI, 11).
- 1204 : la vila de Sain Valeir et Sain Valer (charte du dauphin Guigues-André).
- 1271 : mention de l'archiprêtré : archipresbyteratus Sancti Valerii (actes capit. de Vienne, 107).
- XIVe siècle : mention du prieuré : prioratus Sancti Valerii (pouillé de Vienne).
- 1520 : mention de la paroisse : parrochia Sancti Vallerii mandamenti Vallis (archives de la Drôme, E 2458).
- 1793 : Val Libre (appellation révolutionnaire).
- 1891 : Saint-Vallier, commune, chef-lieu de canton de l'arrondissement de Valence.

### Étymologie
Le toponyme viendrait de Valère, l'un des premiers évêques de Viviers[réf. nécessaire].

## Histoire

### Protohistoire
Période celtique : le territoire fait partie de la tribu gauloise des Allobroges.

### Antiquité: les Gallo-romains
Station gallo-romaine nommée Ursuli traversée par la Via Agrippa. Ce nom aurait été donné en référence à des ours aperçus sur une colline environnante[réf. nécessaire].

Elle est mentionnée dans l'Itinéraire d'Antonin,, et un petit port fluvial au bord du Rhône.
Une borne milliaire romaine a été trouvée en 1620 avec l'inscription : tib clavdivs caesar germanicvs pont maximvs imperator. xxv (Tibère Claude César Germanicus, grand pontife, empereur, vingt-cinq milles).

### Du Moyen Âge à la Révolution
La terre n'a jamais connu le servage.
La seigneurie :
- Au point de vue féodal, Saint-Vallier était en une terre du domaine des dauphins.
- 1204 : les dauphins donnent une charte de libertés municipales aux habitants.
- La terre passe à la maison de Bourgogne.
- Vers 1270 : elle passe (par mariage) aux comtes de Valentinois.
- 1328 : les comtes de Valentinois apanagent la terre à une branche cadette dite de Poitiers-Saint-Vallier (éteinte en 1566).
- 1584 : les héritiers des Poitiers-Saint-Vallier vendent la terre aux La Croix-Chevrières qui s'en qualifient comtes. Ils sont les derniers seigneurs.

Au IXe siècle, la cité se protège avec des remparts (certains sont encore visibles de nos jours)[réf. nécessaire].
Saint-Vallier fut un lieu de rendez-vous pour plusieurs croisades :
- en 1147, pour la deuxième croisade ;
- en 1188, pour la troisième croisade : lieu de rendez-vous des gentilshommes du Dauphiné ;
- en 1248, pour la septième croisade : lieu de ralliement[20].

Au XVe siècle, les habitants de Saint-Vallier ont négocié, avec le seigneur Aimar VI de Poitiers, le remplacement de plusieurs impôts (cinq cas impériaux) par un droit de villefranche[réf. nécessaire].

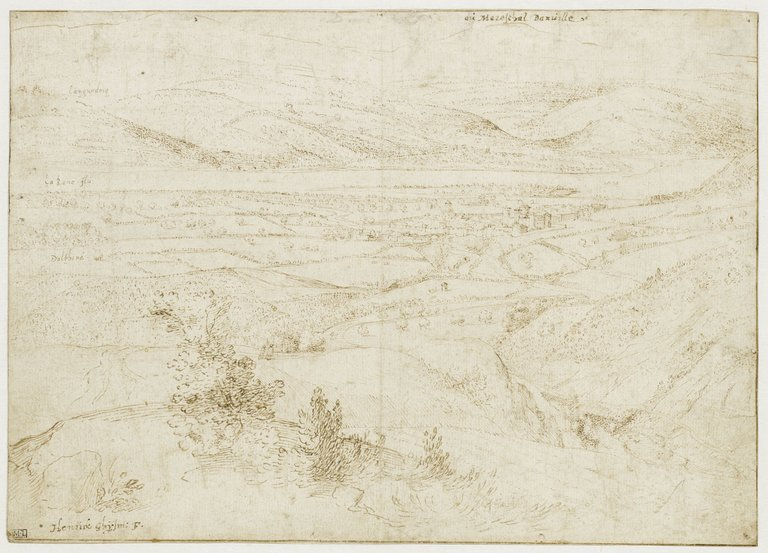
Vue de Saint-Vallier par Hendrik Gijsmans vers 1567.

Deuxième moitié du XVIe siècle : pendant les guerres de Religion, les huguenots sont passés à Saint-Vallier[réf. nécessaire].
Saint-Vallier était le chef-lieu d'un archiprêtré du diocèse de Vienne comprenant toute la partie de l'actuel département qui est à droite de la Galaure et une partie de l'actuel département de l'Isère.

Au XVIIe siècle, une nouvelle division des paroisses de ce diocèse ne lui attribue plus que les paroisses de Beaumont-Monteux, Bren, Chanos, Chantemerle, Chavannes, Creures, Croze, Erôme, Fay, Gervans, Larnage, Mercurol, la Motte-de-Galaure, Mureils, Saint-Andéol-de-Claveyson, Saint-Barthélémy-de-Vals, Saint-Clément, Saint-Pierre-des-Blés, Saint-Uze, Serves, Tain et Veaunes.
Avant 1790, Saint-Vallier était une communauté de l'élection et subdélégation de Romans et du bailliage de Saint-Marcellin.

Elle formait, avec la communauté de Laveyron, une paroisse du diocèse de Vienne. Son église, dédiée premièrement à saint Étienne, était celle d'un prieuré de l'ordre de Saint-Augustin qui fut soumis à l'abbaye de Saint-Ruf en 1364 et que remplaça en 1779 un collège de cinq prêtres. Il y avait dans cette ville, un couvent de franciscains fondé au XVIIe siècle et un hôpital datant de 1696.
L'activité industrielle s'est développée à Saint-Vallier dès le XVIIIe siècle, et la ville a longtemps été une petite cité ouvrière[réf. nécessaire].

#### Les Rioux
Dictionnaire topographique du département de la Drôme :
- 1474 : territorium de Rivis (Recogn. Sancti Valerii, 12).
- 1555 : Les Rioulx (terrier de Diane de Poitiers).
- 1891 : Les Rioux, château et quartier de la commune de Saint-Vallier.

Le château appartenait premièrement aux Valernod. En 1635, il est acquis par les Cothonay.

### De la Révolution à nos jours
En 1790, Saint-Vallier devient le chef-lieu d'un canton comprenant les municipalités de Claveyson, Fay, Laveyron, le Molard-Bouchard, la Motte-de-Galaure, Ratières, Saint-Barthélemy-de-Vals, Sainte-Uze et Saint-Vallier.

La réorganisation de l'an VIII (1799-1800) y ajoute les communes d'Albon, Beausemblant, Mantaille, Mureils, Ponsas et Saint-Martin-d'Août, auxquelles ont été jointes, par le fait d'érections nouvelles, celles de Saint-Avit et de Saint-Rambert-d'Albon. La commune de Mantaille en sera retranchée en 1809, et celle du Molard-Bouchard en 1848.
Le 8 février 1791, Napoléon Bonaparte, de passage au relais de la poste aux chevaux de Saint-Vallier avec son frère Louis, y rédigea ses Impressions de voyage, sous forme de réflexions sur l'amour[réf. nécessaire].
Le 23 mars 1814, une grande partie du corps d'armée du maréchal Pierre Augereau qui se replie sur Valence, occupe Saint-Vallier, sous les ordres du général Frédéric Auguste de Beurmann.

Saint-Vallier est ensuite occupée par des troupes Autrichiennes[réf. nécessaire].

#### Développement de l'industrie auXIXesiècle
Céramique
- Manufacture Revol

En 1789, deux frères de la famille Revol découvrent dans la commune de Saint-Barthélemy-de-Vals une carrière de sable kaolino-feldspathique, qui leur permet de créer deux fabriques de grès fins vers 1800 à Ponsas, puis à Saint-Uze. Les frères Revol s'associent au chimiste M. Raymond pour fabriquer des ustensiles de cuisine et de chimie, dont des creusets, que l'on achetait alors en Allemagne. Cette « terre d'acier » est rendue complètement imperméable par un début de vitrification. On en fait des ustensiles hygiéniques (appellation « porcelaine hygiénique », « hygiocérame »)[réf. nécessaire].
Cette production est présentée avec succès à l'Exposition Industrielle de Paris de 1834. Le succès entraîne la création d'autres fabriques,[réf. nécessaire] jusqu'à une douzaine dans les villages de Saint-Uze, Saint-Vallier, Ponsas, Andancette, Érôme et Épinouze. Les productions se diversifient : isolateurs électriques, carrelage, encrier, éviers, articles funéraires, objets publicitaires dont les carafes à eau jaune Ricard[réf. nécessaire].

Autre version : Saint-Vallier est connue pour sa production aux XIXe et XXe siècles de grès fin industriels. Il s'agit d'un grès fin opaque émaillé, dénommé « porcelaine à feu ». Il ne s'agit pas d'une faïence ou d'une « terre de fer »[réf. nécessaire].
- Manufacture Boissonnet

En 1863, Louis Boissonnet achète une ancienne fabrique de poterie et de tuiles à Saint-Vallier. En 1865 l'entreprise devient officiellement les « Établissements Boissonnet » et oriente sa production vers la fabrication d'objets d'art et de vaisselle en grès émaillé, avec quelque succès — ainsi le sculpteur Félix Devaux reçoit une médaille d'argent à l'Exposition Universelle de 1900 pour son célèbre vase allégorique « Le Rhône et la Saône ». Avec le temps, l'entreprise s'agrandit en achetant d'autres établissements. En 1918, Alexis, fils de Louis Boissonnet, succède à son père et ajoute à la production une ligne de céramique architecturale. Son fils Louis Boissonnet, petit-fils éponyme du fondateur, lui succède à son tour en 1933 ; il renonce à la poterie et dédie entièrement l'entreprise à la production de carrelage (toute poterie « Boissonnet » a donc été produite entre 1865 et 1933).

En 1958, l'établissement Boissonnet devient Novoceram ; et en 2000, Novoceram entre dans le groupe italien Gruppo Concorde, l'un des leaders mondiaux du secteur céramique.

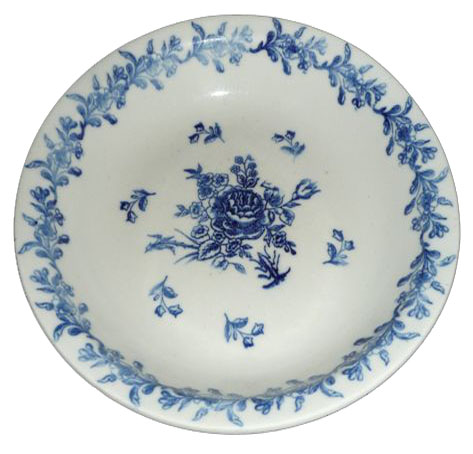
Plat rond, Boissonnet.
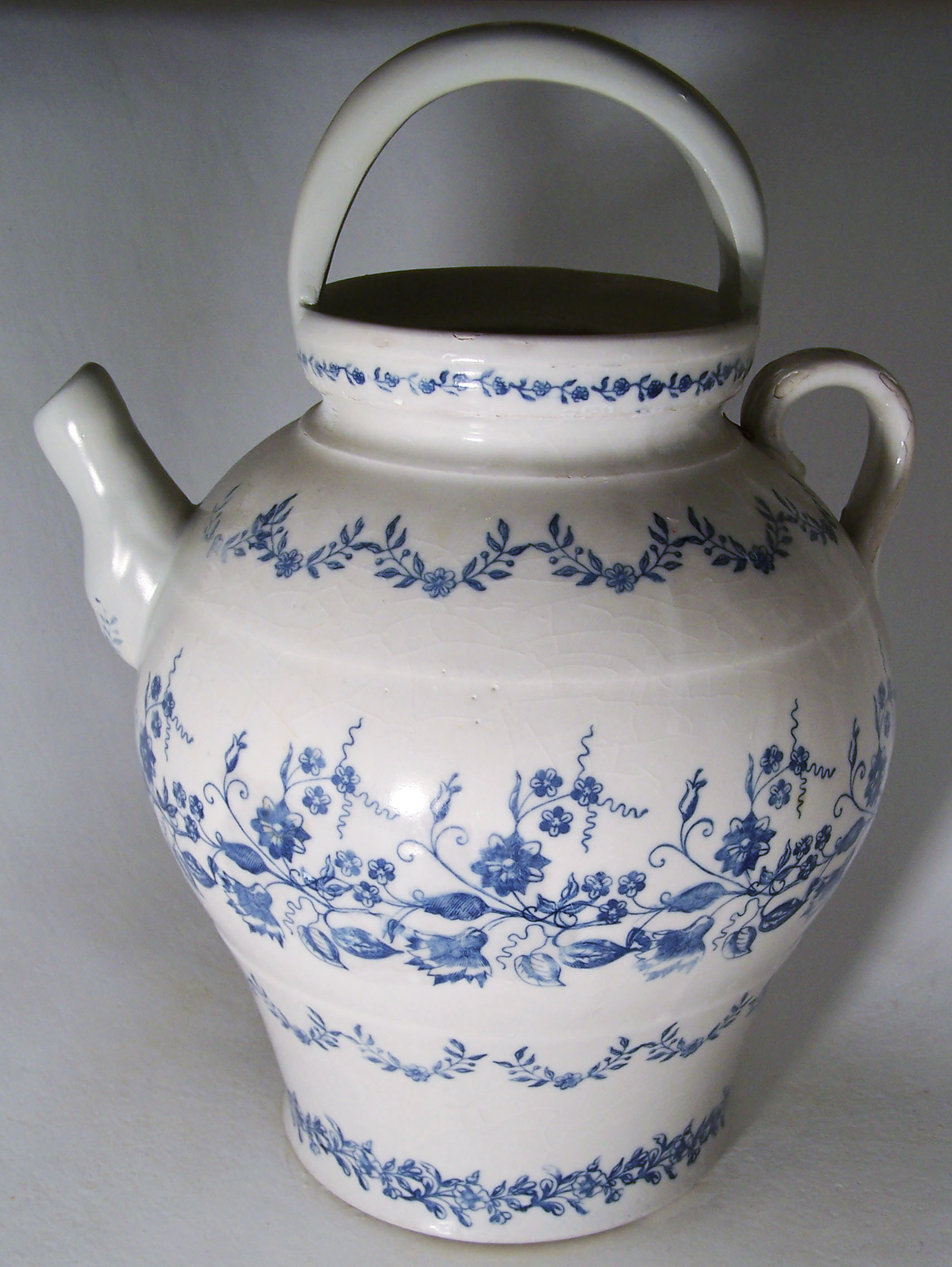
Cruche à eau, Boissonnet.

Industrie textile
Au XIXe siècle, des entreprises de moulinage, de tissage et de filature de soie s'installent à proximité des cours d'eau. La main d'œuvre est alors majoritairement constituée de femmes et d'enfants[réf. nécessaire].

#### La construction des voies ferrées

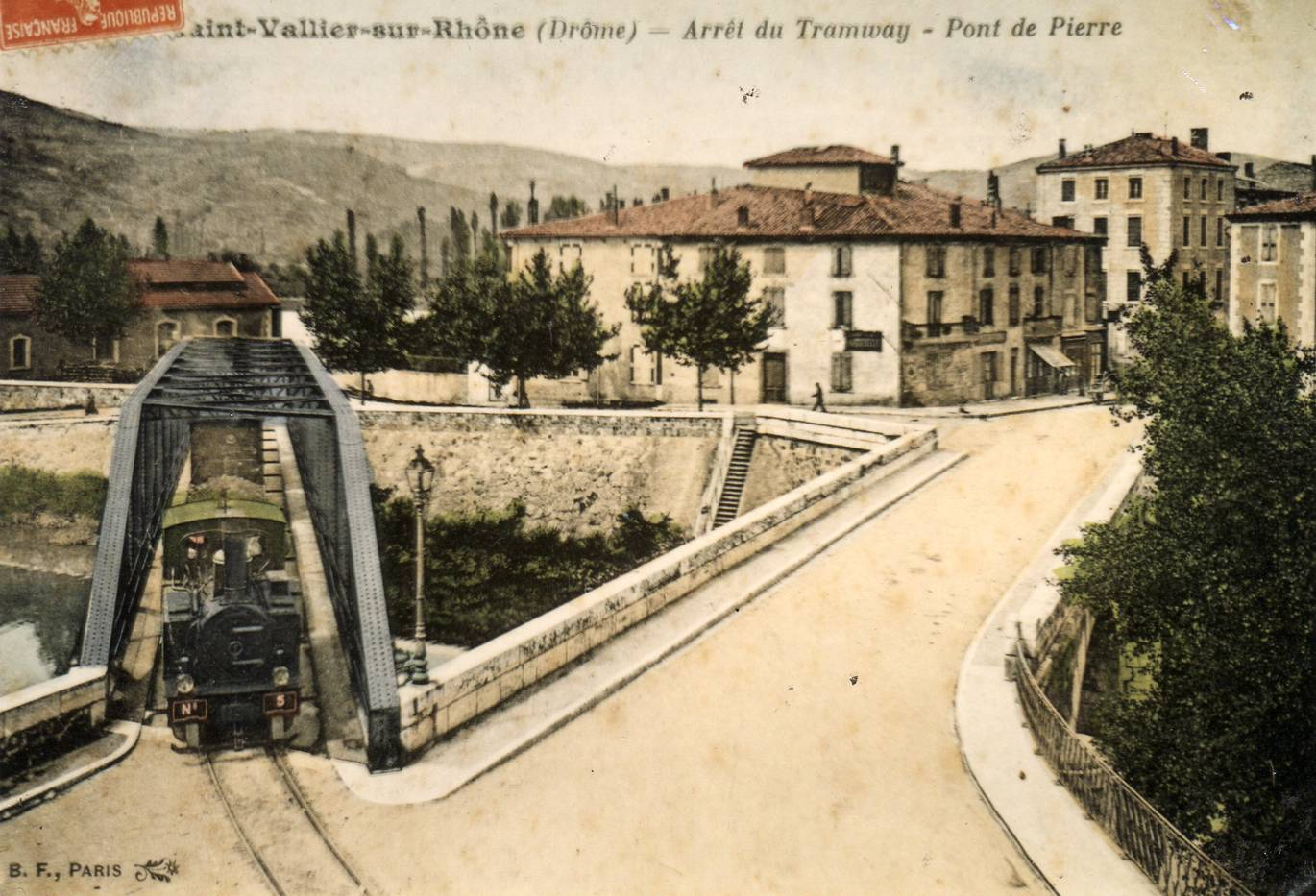
Tramway.

Construite en 1850 par la Compagnie du chemin de fer de Lyon à la Méditerranée, la première ligne de train français allait de Paris à Marseille.

Cette ligne coupa la vieille ville en deux mais donna à Saint-Vallier une gare. Le premier train de la ligne passe le 16 avril 1855 à Saint-Vallier.

Le 29 octobre 1893, le tramway de la Galaure est ouvert au public, reliant Saint-Vallier au Grand-Serre (chemins de fer départementaux de la Drôme)[réf. nécessaire].

#### La Seconde Guerre mondiale
À l'issue de la défaite de juin 1940, des artilleurs et le génie français font exploser le pont suspendu sur le Rhône[réf. nécessaire].
Le 11 novembre 1942, lors de l'opération Anton des chars allemands passent dans la ville[réf. nécessaire].
Plusieurs actions de résistance sont réalisées[réf. nécessaire].
Le 16 août 1944, lors du débarquement de Provence, un bombardement américain de la 15th USAAF visant la voie de chemin de fer pendant la fuite des allemands tombe par erreur sur le quartier du Champ de Mars tuant de nombreux Saint-Vallierois. La majeure partie du sud de la commune est détruite. Un monument commémoratif de cette tragédie se trouve au cimetière de Saint-Vallier. Les noms des victimes ont été inscrits sur le monument aux morts[réf. nécessaire].
Le 11 novembre 1948, la ville est décorée de la Croix de guerre 1939-1945 par décret[réf. nécessaire].

## Politique et administration

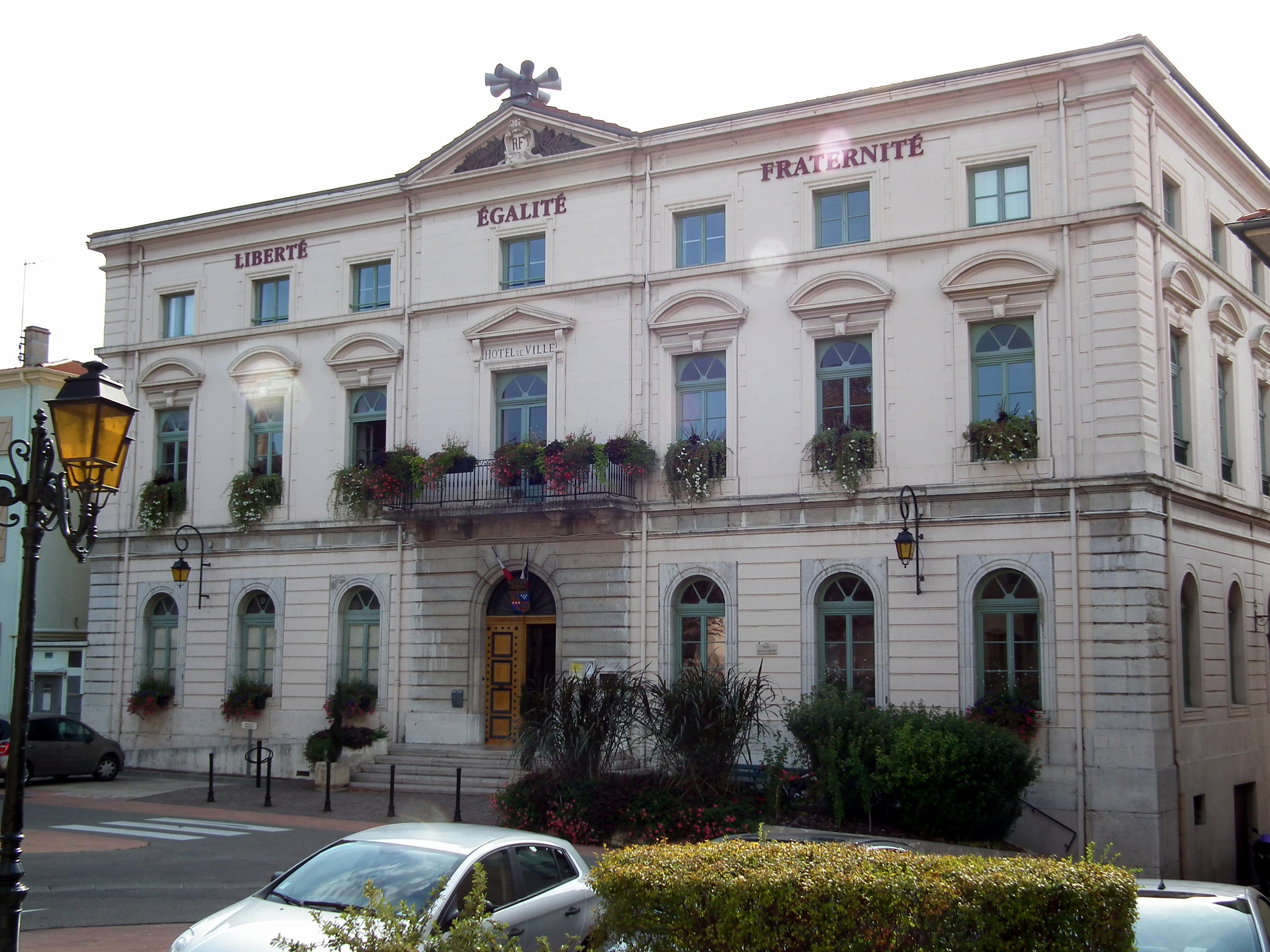
L'hôtel de ville.

### Administration municipale
Le nombre d'habitants au dernier recensement étant compris entre 3 500 et 4 999, le nombre de membres du conseil municipal est de 27.
À la suite des élections municipales françaises de 2020, le conseil municipal est composé de 8 adjoints et de 18 conseillers municipaux[source insuffisante].

### Rattachements administratifs et électoraux
Depuis 2014, Saint-Vallier fait partie de la communauté de communes Porte de DrômArdèche, dont elle est le siège et la 3e commune la plus peuplée. En effet, la communauté de communes Les Deux Rives de la région de Saint-Vallier dont elle faisait auparavant partie a fusionné avec les communautés de communes de la Galaure, des Quatre Collines et de Rhône-Valloire. Elle y tient une place importante de par son activité économique.

### Politique environnementale
Les berges de la Galaure ont été aménagées en parcs : « Les jardins de la Galaure » sur les deux rives, et le parc Witsenhausen[réf. nécessaire].

### Jumelages
- Rybnik (Poland)
- Wallerfangen (Germany)
- Umbertide (Italy)
- Labin (Coatia)
- Liévin (France)[32]

## Population et société

### Démographie
L'évolution du nombre d'habitants est connue à travers les recensements de la population effectués dans la commune depuis 1793. Pour les communes de moins de 10 000 habitants, une enquête de recensement portant sur toute la population est réalisée tous les cinq ans, les populations de référence des années intermédiaires étant quant à elles estimées par interpolation ou extrapolation. Pour la commune, le premier recensement exhaustif entrant dans le cadre du nouveau dispositif a été réalisé en 2004.

En 2022, la commune comptait 4 083 habitants, en évolution de +4,8 % par rapport à 2016 (Drôme : +2,64 %, France hors Mayotte : +2,11 %).
| 1793  | 1800  | 1806  | 1821  | 1831  | 1836  | 1841  | 1846  | 1851  |
| ----- | ----- | ----- | ----- | ----- | ----- | ----- | ----- | ----- |
| 1 555 | 1 736 | 1 908 | 1 849 | 2 409 | 2 455 | 2 696 | 3 008 | 3 067 |

| 1856  | 1861  | 1866  | 1872  | 1876  | 1881  | 1886  | 1891  | 1896  |
| ----- | ----- | ----- | ----- | ----- | ----- | ----- | ----- | ----- |
| 3 113 | 3 142 | 3 372 | 3 173 | 3 228 | 3 427 | 3 904 | 3 856 | 4 140 |

| 1901  | 1906  | 1911  | 1921  | 1926  | 1931  | 1936  | 1946  | 1954  |
| ----- | ----- | ----- | ----- | ----- | ----- | ----- | ----- | ----- |
| 4 286 | 4 432 | 4 363 | 4 034 | 3 967 | 3 971 | 3 847 | 3 552 | 3 835 |

| 1962  | 1968  | 1975  | 1982  | 1990  | 1999  | 2004  | 2006  | 2009  |
| ----- | ----- | ----- | ----- | ----- | ----- | ----- | ----- | ----- |
| 4 124 | 4 927 | 5 137 | 4 442 | 4 115 | 4 154 | 4 051 | 4 017 | 4 000 |

| 2014  | 2019  | 2022  | - | - | - | - | - | - |
| ----- | ----- | ----- | - | - | - | - | - | - |
| 3 966 | 3 960 | 4 083 | - | - | - | - | - | - |

### Enseignement
La commune est rattachée à l'académie de Grenoble.

### Santé
Saint-Vallier est un pôle de santé : hôpitaux Nord-Drôme, maison médicale[réf. nécessaire].

### Manifestations culturelles et festivités
- Fête : à la Pentecôte (mai) (vogue du Tunnel)[15].
- Fête : le dernier dimanche de juin (vogue de la Croisette)[15].
- Fête : le dernier dimanche de juillet (vogue du Champ de Mars)[15].

### Loisirs
- Les berges du Rhône ont été aménagées avec une voie cycliste (voie verte ViaRhôna), une halte fluviale et une promenade le long du centre-ville[réf. nécessaire].
- Pêche[15].

### Sports
Saint Vallier dispose de plusieurs complexes sportifs ainsi que d'un complexe aquatique et d'un skateparc[réf. nécessaire].
Clubs
Saint Vallier a de nombreux clubs sportifs dont plusieurs évoluent à haut niveau, comme le Saint-Vallier Basket Drôme[réf. nécessaire].
Événements sportifs
Saint Vallier a accueilli plusieurs arrivées d'étapes du Critérium du Dauphiné et de Paris-Nice et organise chaque année un Grand Prix cycliste[réf. nécessaire].

### Médias
Historiquement, le quotidien à grand tirage Le Dauphiné libéré consacre, chaque jour, y compris le dimanche, dans son édition de Romans - Nord Drôme, un ou plusieurs articles à l'actualité de la ville, ainsi que des informations sur les éventuelles manifestations locales, les travaux routiers, et autres événements divers à caractère local.

## Économie

### Agriculture
En 1992 : vignes, vergers, pâturages (bovins).
- Coopératives agricole et céréalière[15].
- Marché : les premiers et troisièmes jeudis du mois ; tous les jeudis (bestiaux)[15].
- Foires : les 27 août et 6 décembre[15].

La commune a été le siège (entre 1919 et 1950) de l'entreprise Seyve-Villard, un des hybrideurs (de la vigne). Il a réalisé une soixantaine d'hybrides dont une dizaine ont été des succès (Seyval, Garonnet, Roucaneuf, etc.). Ces derniers ont popularisé le nom de la localité : Muscat de Saint-Vallier, Dattier de St-Vallier, etc.),.

### Tourisme
- Syndicat d'initiative (en 1992)[15].
- Camping municipal (3 étoiles).
- Passage de la ViaRhôna, une véloroute de 800km.

## Culture locale et patrimoine

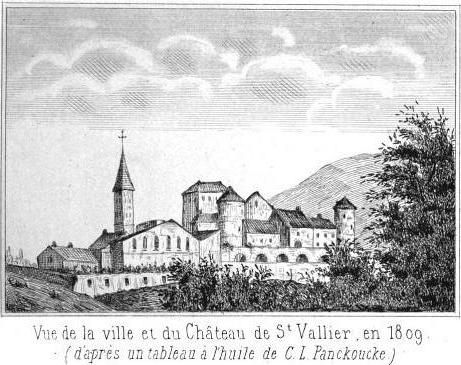
La ville et du château de Saint-Vallier en 1809, d'après un tableau à l'huile de C.L. Panckoucke.

### Lieux et monuments
- Vestiges de l'enceinte médiévale[15],[39] : visibles place d'Orsolles et rue de la Tour.
- Le bourg médiéval de Saint-Vallier et ses extensions en faubourg sont classés Site Patrimonial Remarquable[40].
- Le château dit de Diane de Poitiers[15] est fondé par les dauphins de Viennois au XIIe siècle[réf. nécessaire].

Les Poitiers en font l'acquisition en 1276. Il est reconstruit au XVe siècle.
Ses tours furent arasées au niveau des murailles au début du XVIe siècle, à la suite du procès de Jean de Poitiers, accusé de complicité dans la trahison du connétable de Bourbon contre François Ier.
Les jardins à la française ont été dessinés par le paysagiste André Le Nôtre.
Le château est remanié au XVIIe siècle puis endommagé lors de la Révolution.
Il est restauré en 1925.
Il est flanqué de tours d'angle qui dominent la rivière de la Galaure[réf. nécessaire] et possède une orangerie.
Il est inscrit au titre des monuments historiques en 1944 ( Classé MH (1944)).
Il n'est pas visitable[réf. nécessaire].
- Église Saint-Valéry (MH) avec une architecture composite : chœur (XVe siècle), deux arcatures romanes dans le mur latéral droit, calice[15].
- Église du XVIIe siècle (ex tour de garde) : lieu de pèlerinage[15].
- La halle, reconstruite en 1852 en maçonnerie à l'emplacement de l'ancien bâtiment en bois[réf. nécessaire].
- L'ancien grenier à sel[réf. nécessaire].
- Chapelle votive du XIXe siècle[15].
- Hospice et hôpital du XIXe siècle (sur l'ancien château delphinal)[15].
- La gare de Saint-Vallier-sur-Rhône (mise en service en 1855).
- La croix des mariniers.
- La salle de spectacles Désiré-Valette, d'architecture de style Art déco, avec un plancher mobile de type Eiffel. Elle était décorée d'un superbe vitrail, détruit pendant le bombardement du 16 aout 1944.

Le château des Rioux est situé au nord de la ville[réf. nécessaire].

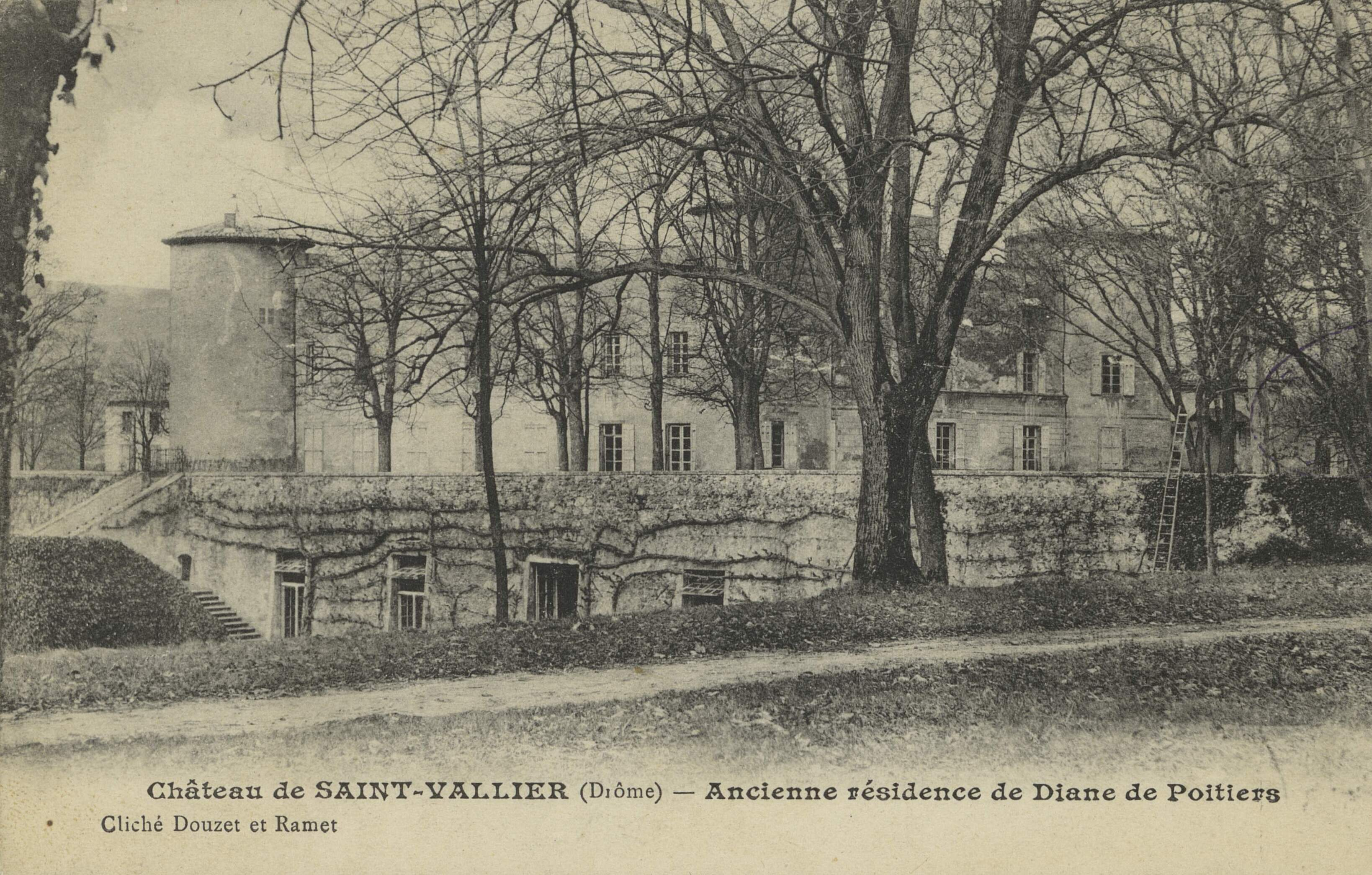
Château de Diane de Poitiers
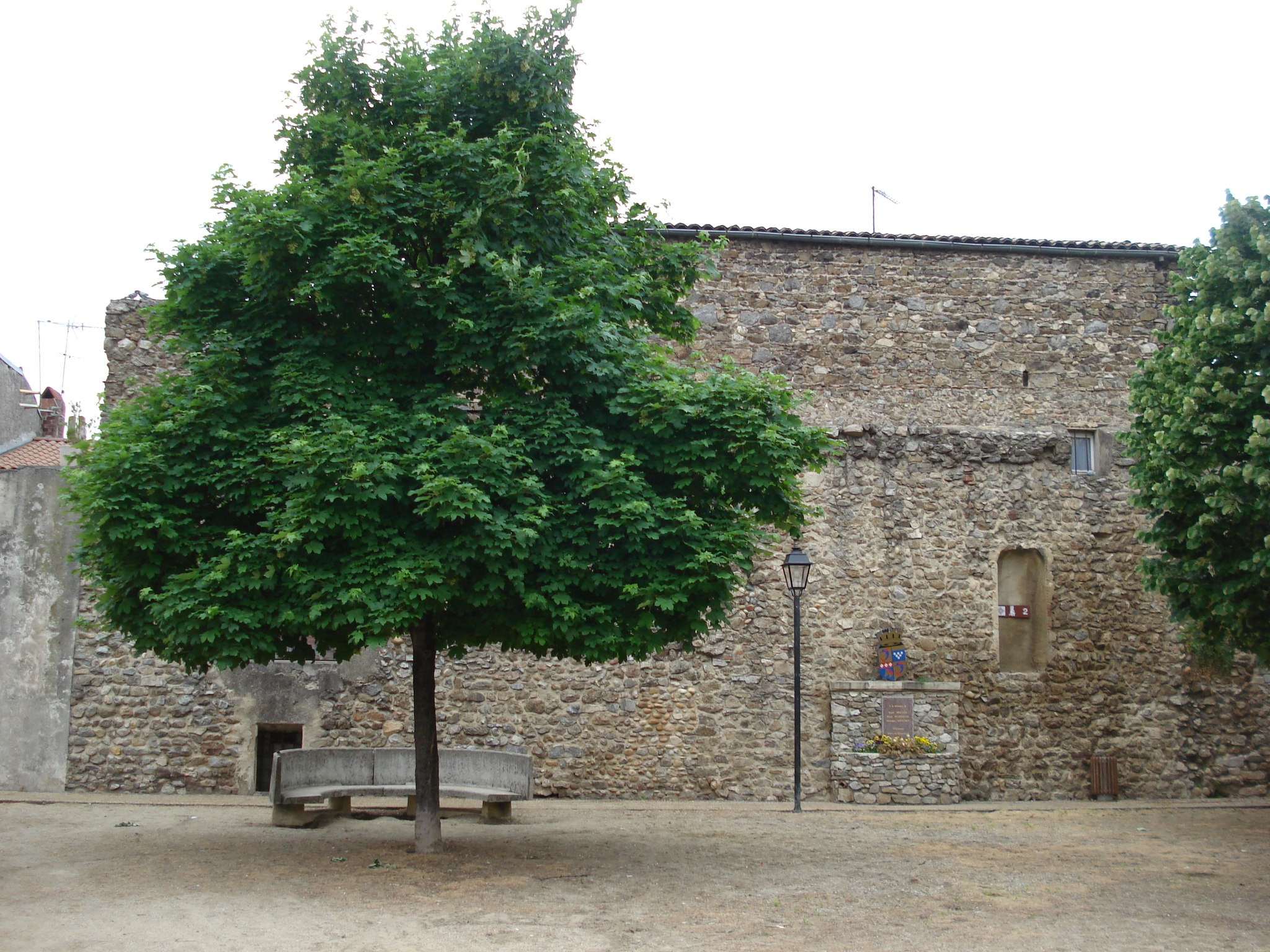
Remparts sur la place d'Orsolles.
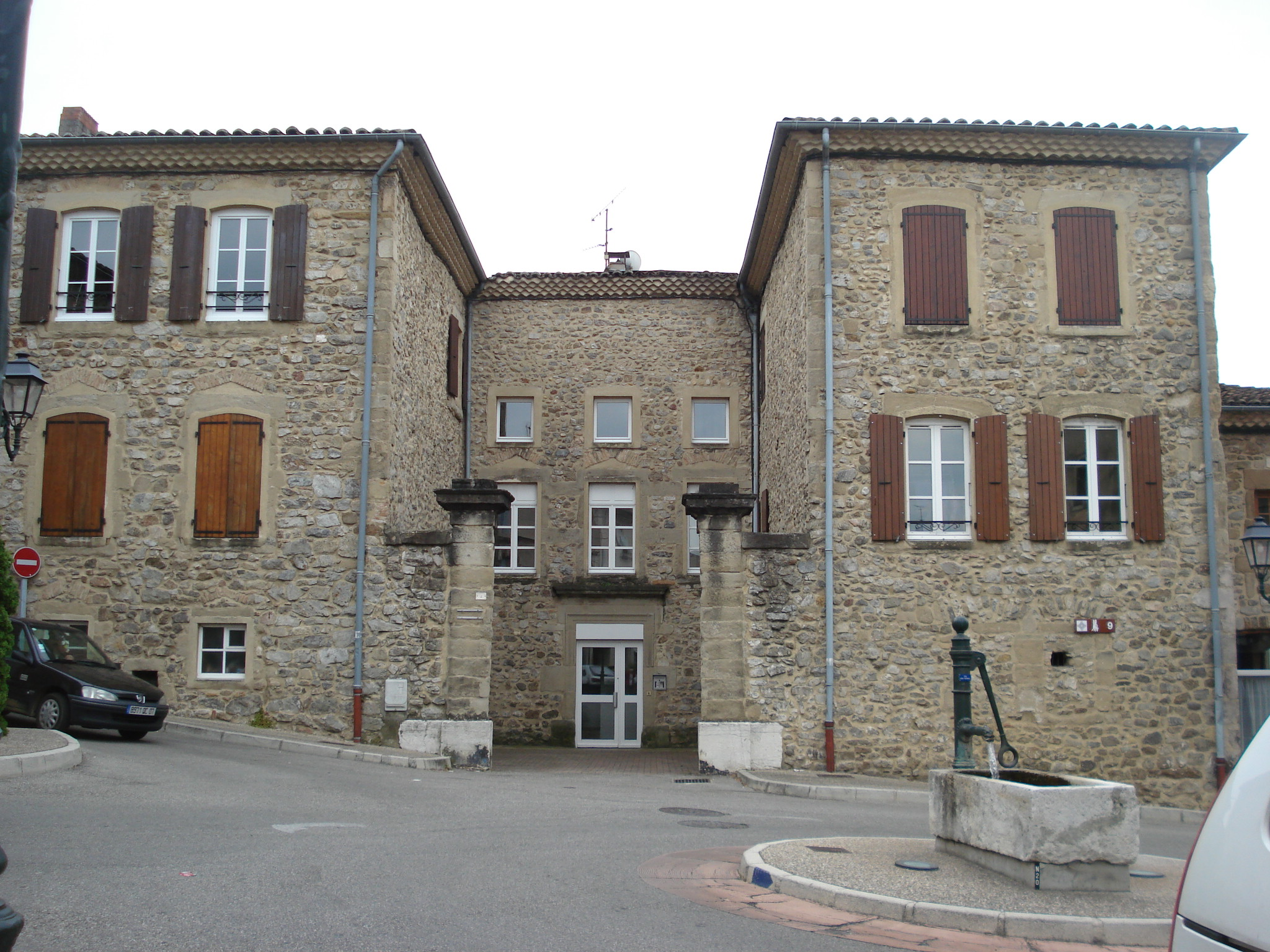
Place de la Pompe.
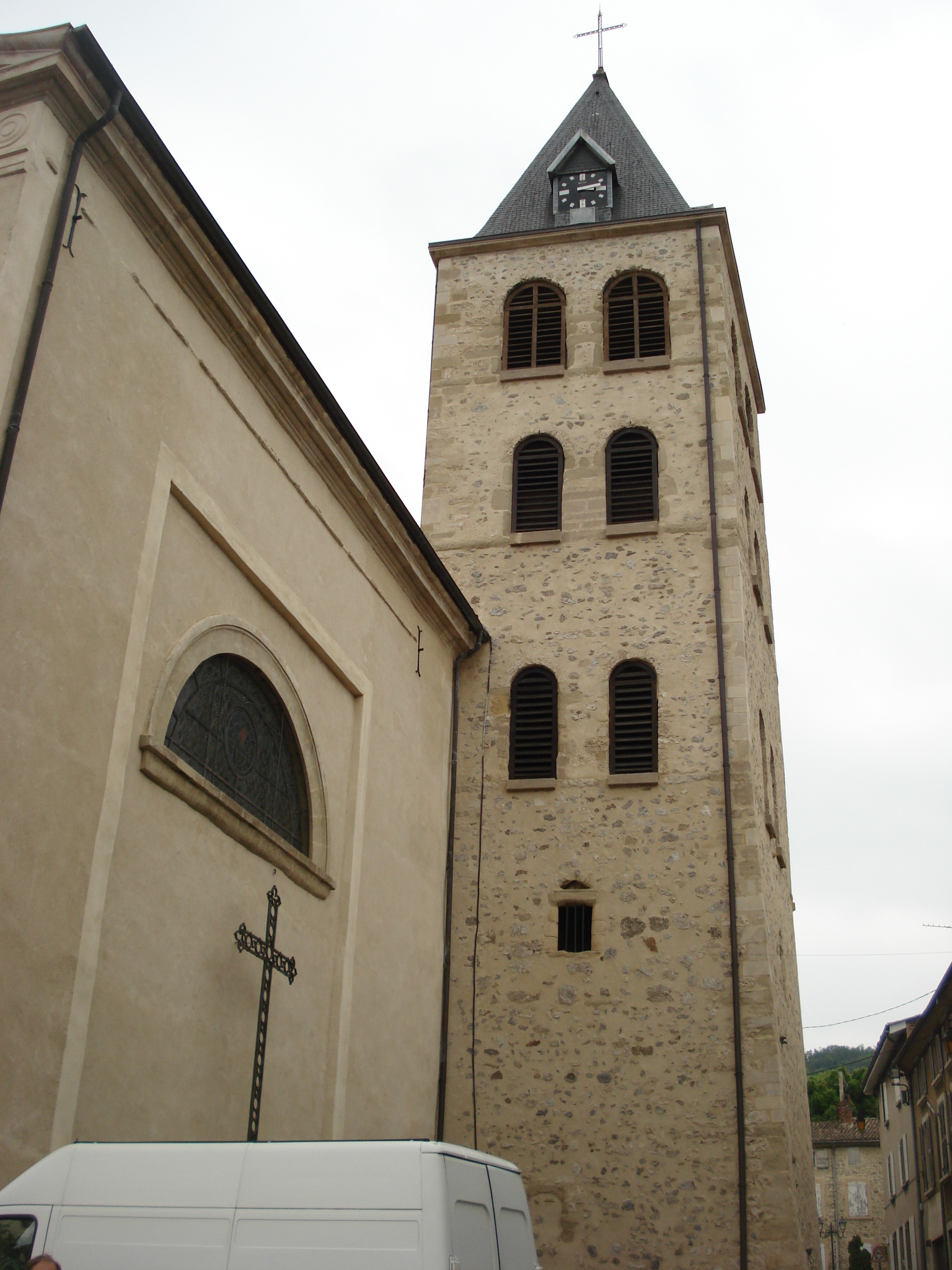
Église Saint-Valéry de Saint-Vallier.

### Patrimoine culturel

#### Littérature
- 1823 : Les Deux Fermiers, ou la Forêt de Saint-Vallier, mélodrame de Ménissier, Dubois et Martin Saint-Ange, parue en 1823[43]
- 1831 : Maître Cornélius, nouvelle historique d'Honoré de Balzac, parue en 1831[précision nécessaire].
- 1832 : Le roi s'amuse, drame romantique en cinq actes de Victor Hugo, parue en 1832[précision nécessaire].

#### Films tournés à Saint-Vallier
- 1952 : Piédalu fait des miracles de Jean Loubignac ;
- 2000 : Une femme d'extérieur de Christophe Blanc ;
- 2008 : Passe-passe de Tonie Marshall.

#### Arts plastiques
- Poterie de grès[15].
- Des expositions sont régulièrement organisées à la Salle Arts Plastiques et à la médiathèque[réf. nécessaire].

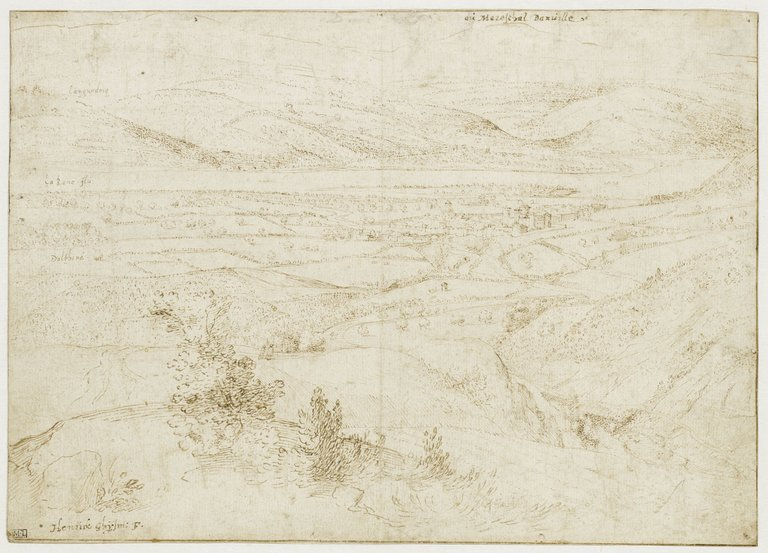
Vue de Saint-Vallier par Hendrik Gijsmans, école flamande, Fonds des dessins et miniatures, Louvre, RF 55292, Recto.
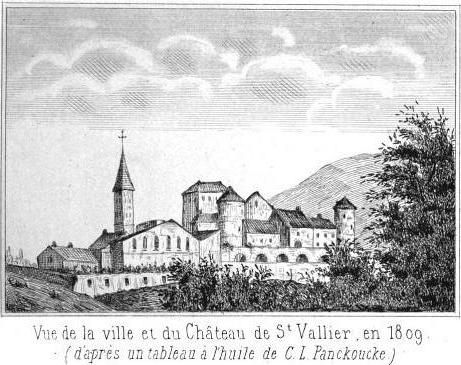
Vue de la ville et du château de Saint-Vallier en 1809, d'après un tableau à l'huile de C.L. Panckoucke.

### Patrimoine naturel

#### Site paléontologique
Au milieu du XIXe siècle, des ossements ont été découverts au site de Montrebut, qui est devenu par la suite une référence biostratigraphique : « gisement pliocène supérieur de Saint-Vallier, période du villafranchien moyen »,.

### Personnalités liées à la commune

#### Politique
- Aymar VI de Poitiers-Valentinois (1322-1374 ou 1376).
- Charles II de Poitiers : seigneur de Saint-Vallier, qui a combattu aux côtés de Jeanne d'Arc lors du Siège de Paris (1429)[46].
- Marie de Valois (1450-1470) : fille naturelle du roi de France Louis XI et de Marguerite de Sassenage, épouse d'Aymar VI de Poitiers.
- Jean de Poitiers (?-1539) : père de Diane et accusé de complicité dans la trahison du connétable de Bourbon[41].
- Diane de Poitiers (1499 ou 1500-1566) (la date et le lieu de naissance ne sont pas connus avec certitude : selon certains historiens, elle serait née à Saint-Vallier, selon d'autres à Étoile-sur-Rhône) : comtesse de Saint-Vallier, duchesse d'Étampes, duchesse de Valentinois, elle fut célèbre pour sa beauté et sa place de favorite du roi de France Henri II sur qui elle avait une grande influence.
- Barthélemy de Laffemas (1545-peut-être en 1612) : contrôleur général du commerce du royaume sous Henri IV. Issu de la petite noblesse protestante, pauvre, il doit travailler : il a fait son apprentissage de tailleur à Saint-Vallier.
- Pierre-Félix de la Croix de Chevrières (1644-1699) : comte de Saint-Vallier, capitaine des gardes de la porte du roi Louis XIV.
- Jean-Denis-René de La Croix de Chevrières de Saint-Vallier (1756-1824) : comte de Saint-Vallier, président du Sénat conservateur durant le Premier Empire.
- Antoine Hyacinthe Fleury (1756-1848) : avocat et homme politique, député de la Drôme de 1791 à 1792.
- Charles-Paul de La Croix de Chevrières de Saint-Vallier (1759-1835) : comte de Saint-Vallier, homme politique.
- Charles Raymond de Saint-Vallier (1833-1886) : comte de Saint-Vallier, diplomate et homme politique.
- Laurent Amodru (1849 à Saint-Vallier-1930) : médecin et député sous la Troisième République.
- Jules Nadi (1872-1928) : député sous la Troisième République. En 1905, il fonde la loge maçonnique de Saint-Vallier.
- Marius Moutet (1876-1968) : homme politique français, ministre de la France d'Outre-Mer, député, président du Conseil Général de la Drôme, sénateur de la Drôme, conseiller général de Saint-Vallier après la Libération.
- Désiré Valette (1881-1944) : homme politique français, maire de Saint-Vallier, sénateur de la Drôme.
- Jenny Flachier (1903-2000, mort à Saint-Vallier) : femme politique française, résistante et députée du Parti communiste français.

#### Science
- Jean-Michel Raymond (1766-1837), dit Jean-Michel Raymond Latour : chimiste, propriétaire du château des Rioux.
- Jean Montagu (1917-2002) : ingénieur céramiste et artisan potier.

#### Art et audiovisuel
- Joseph Bordas (né en 1846 à Saint-Vallier) : écrivain et archiviste - ayant notamment écris trois opuscules concernant la ville.
- Jean Broussolle (né en 1920 à Saint-Vallier) : auteur compositeur — membre des Compagnons de la Chanson de 1952 à 1972 —.
- Malik Chibane (né en 1964 à Saint-Vallier) : réalisateur, scénariste, et producteur de cinéma français.
- Étienne Pradier (né en 1965 à Saint-Vallier) : prestidigitateur français.
- Christophe Blanc (né en 1966 à Saint-Vallier) : réalisateur et scénariste de cinéma français.
- Laetitia Bourgeois (née en 1970 à Saint-Vallier) : historienne et romancière.
- Stéphanie Reynaud (née à Saint-Vallier) : actrice française[47].
- Laurie Delhostal : journaliste et présentatrice sportive pour le groupe Canal Plus[précision nécessaire].

#### Économie
- Aimé Baboin (1809-1870) : fondateur des soieries Aimé Baboin & Cie à St Vallier et Lyon.
- Norbert Dentressangle : fondateur et président du conseil de surveillance du groupe Norbert Dentressangle, leader mondial dans le transport routier et la logistique.

#### Sport
- Nancy Joseph (née en 1967 à Saint-Vallier) : championne du monde et d'Europe de Boxe française-Savate, quatre fois championne du Monde de Kick Boxing, deux fois championne du Monde de Boxe Thaï[48].
- David Fraisse (né en 1968 à Saint-Vallier) : joueur international de Rugby à 13.
- Éric Micoud (né en 1973 au Bénin) : joueur de basket, ancien international. Il a été formé à Saint-Vallier.
- Olivier Milloud (né en 1975 à Saint-Vallier) : ancien joueur de rugby à XV.
- Charles Cazaux (né en 1978) : champion du monde de parapente[précision nécessaire].
- Sébastien Joly (né en 1979 à Tournon) : cycliste professionnel. Il habite à Saint-Vallier.
- Jessica Clémençon (née en 1989 à Saint-Vallier) : joueuse de basket-ball.
- Benjamin Thomas (né en 1982 à Valence) : joueur professionnel de basket-ball. Il a été formé à Saint-Vallier.

#### Religion
- Guillaume Amazan : prieur au prieuré Saint-Ruf de Saint-Vallier et intendant de Diane de Poitiers au XVIe siècle
- Pierre de Valernod (1551 à Saint-Vallier-1625) : évêque de Nîmes.
- Jean de La Croix de Chevrières (vers 1557-1619) : comte de Saint-Vallier, évêque de Grenoble.
- Pauline Jaricot (née en 1799 à Lyon, morte en 1862) : religieuse. Elle a résidé au château de Saint-Vallier où résidait Marie-Laurence épouse de Monsieur Chartron, le principal industriel en soierie[49] de la localité[50][source insuffisante].
- Gabriel Breynat (1867 à Saint-Vallier-1954) : missionnaire de la congrégation des Oblats de Marie-Immaculée dans le Grand Nord canadien, « l'évêque volant du Mackenzie ».

### Héraldique, logotype et devise
On trouve les armoiries de Saint-Vallier dans la monographie d'Albert Caize (1867).
| Blason de Saint-Vallier en 1867 | Écartelé : aux I et IV, d'or au dauphin d'azur, allumé, langué, loré, peautré et oreillé de gueules (Dauphiné) ; au II, d'azur à six besants d’argent posés 3, 2 et 1, au chef d'or (Poitiers-Valentinois) ; au III, d'azur, au buste de cheval d'or, animé de gueules, au chef cousu de gueules chargé de trois croisettes d'argent (La Croix de Chevrières) |  |

La commune utilise aujourd'hui un logotype construit autour de son toponyme.